# Equació de Pell

L'equació de Pell per a n = 2 amb sis de les seves solucions enteres

L'equació de Pell (també coneguda com a equació de Pell-Fermat) és una equació diofàntica amb la forma
{\displaystyle x^{2}-ny^{2}=1},
on {\displaystyle n} és un enter, no quadrat perfecte, i on cal trobar les solucions enteres per a {\displaystyle x} i {\displaystyle y}.
En coordenades cartesianes, L'equació té la forma d'una hipèrbola; les solucions es donen sempre que la corba passa per un punt, les coordenades del qual {\displaystyle (x,y)} són totes dues nombres enters; com les solucions trivials {\displaystyle (1,0)} i {\displaystyle (-1,0)}. Joseph Louis Lagrange va demostrar que, mentre {\displaystyle n} no sigui un quadrat perfecte, l'equació de Pell té infinites solucions enteres. Aquestes solucions poden utilitzar-se per a aproximar acuradament l'arrel quadrada de {\displaystyle n} amb nombres racionals: {\displaystyle x/y}. Curiosament, aquesta propietat va ser explotada pel matemàtic dominic Juan de Ortega en un llibre de 1512, molt abans que Fermat les estudiés en el segle xvii.
El nom d'equació de Pell procedeix d'un error d'Euler, qui va atribuir equivocadament el seu estudi al matemàtic anglès John Pell qui l'havia mencionat en traduir un llibre de Johann Heinrich Rahn. En realitat qui l'havia estudiada havia estat William Brouncker, el primer matemàtic europeu a trobar una solució general per a l'equació.